# Marco Bentivogli
Marco Bentivogli (Conegliano, 7 aprile 1970) è un attivista e sindacalista italiano, è stato sindacalista leader dei metalmeccanici della CISL e coordinatore e co-fondatore di BASE ITALIA esperto di politiche di innovazione dell’industria e del lavoro,  dal 2018 al 2022 esperto della commissione per l’elaborazione di una strategia nazionale sull’intelligenza artificiale (IA).

## Biografia
Figlio di Franco Bentivogli, segretario generale della FIM CISL dal 1974 al 1983. Sposato e padre di una bambina, entra in FIM CISL nel 1994 e si occupa subito di giovani come coordinatore dei lavoratori Under-35. Nel periodo dal 1998 al 2001 acquisisce esperienza prima seguendo le aziende della Bolognina (a Bologna) e poi diventando Segretario provinciale. Nel 2001 si sposta ad Ancona, sempre come Segretario provinciale, seguendo le principali aziende del metalmeccanico tra cui Fincantieri, Fiat-CNH e Caterpillar. Nel 2008 approda alla segreteria nazionale. Il 13 novembre 2014, su indicazione del segretario uscente Giuseppe Farina, viene eletto segretario generale con 134 voti su 143 votanti.
Dal 2018 è componente della commissione per una strategia nazionale sull'intelligenza artificiale (IA) presso il ministero dello sviluppo economico e del gruppo di lavoro sull'IA presso la Pontificia Accademia per la Vita.
Ha collaborato nel 2016 con il ministro dello sviluppo economico Carlo Calenda alla costruzione del Piano industria 4.0. Con lo stesso ha elaborato il c.d. Piano industriale per l'Italia delle competenze. È considerato il padre del diritto soggettivo alla formazione, inserito per la prima volta in un CCNL, quello dei metalmeccanici, nel novembre del 2016. Nello stesso Contratto il fondo sanitario dei metalmeccanici è stato esteso a tutti i lavoratori e familiari fiscalmente a carico.
È stato confermato alla guida dei metalmeccanici della CISL con il 97% dei voti il 9 giugno 2017, nel corso del 19º congresso della FIM tenutosi presso l'auditorium Parco della Musica di Roma.
Si è dimesso da segretario generale della FIM CISL il 19 giugno 2020.
Alle elezioni politiche anticipate del 25 settembre 2022 viene candidato al Senato nel collegio uninominale Marche - 02 (Ancona) per il centrosinistra, ma ottiene il 29,47% e viene sconfitto da Antonio De Poli del centrodestra (41,29%), non risultando eletto.

## Attività sindacale
Come Segretario nazionale si occupa da subito di democrazia industriale e partecipazione promuovendo il Protocollo di relazioni industriali di Finmeccanica (dal 2016 Leonardo-Finmeccanica) e la proposta Fim Cisl sulla partecipazione dei lavoratori alla gestione strategica d'impresa presentata il 23 ottobre 2013 al Cnel. Ha seguito il settore della Siderurgia e dell'Alluminio e si è occupato delle vertenze più difficili a partire dal 2007/2008 (Alcoa, Lucchini, Ilva, Acciai Speciali Terni, Indesit-Whirlpool) con gli effetti che ha cominciato ad avere sull'economia reale la più grande crisi economica finanziaria mai vista (Crisi dei subprime), a partire da quella della Grande depressione degli anni '20, criticando la classe dirigente ritenuta incapace di affrontare il tema delle politiche industriali.
Nel libro Le Persone e la Fabbrica, la più grande ricerca sul lavoro e sul World Class Manufacturing dagli anni 80 in Italia, realizzata dalla Fim Cisl in collaborazione con il Politecnico di Milano e di Torino, rivendica il ruolo e i risultati degli accordi siglati dalla Fim Cisl nel gruppo Fiat (poi FCA).
Sostenitore della necessità di voltare pagina nel sindacato è stato il primo sindacalista ad affrontare il tema dei cambiamenti nell'industria con l'avvento dell'Internet of Things (Iot) o Internet delle cose in un convegno organizzato dalla Fim Cisl a Expo 2015 su Industry 4.0, da cui è scaturita una pubblicazione dal titolo #Sindacatofuturo in Industry4.0. Per Bentivogli il sindacato deve essere un luogo pubblico delle aspirazioni dei giovani. Per questo è contrario ai “diritti acquisiti”: i diritti, ha affermato, o sono per tutti o si chiamano privilegi.
A giugno 2016 esce per Castelvecchi editore, nella collana Radar, il suo libro dal titolo "Abbiamo rovinato l'Italia? Perché non si può fare a meno del sindacato". Nel libro Bentivogli propone la propria idea di un sindacato come "luogo pubblico delle aspirazioni dei giovani" e di tutte le generazioni.
Partendo da una critica sincera dei limiti del sindacato, ne rivendica però l'importanza e il ruolo specie in questi anni di crisi e traccia un manifesto del sindacato del futuro che sappia anticipare i cambiamenti nell'era della quarta rivoluzione industriale. Il libro, nel giugno 2017, è in seconda ristampa con una nuova edizione aggiornata sul tema di Industry 4.0 e sul dibattito attorno alla cultura del lavoro che va profondamente de-ideologizzata. Tra le novità un capitolo che analizza l'incidenza delle fake news sulla percezione dei problemi del lavoro presso il grande pubblico. In un lungo articolo pubblicato dal giornale Il Foglio ha sostenuto la necessità di "liberarsi nel lavoro, non dal lavoro", contro l'idea di un futuro in cui solo il 10% delle persone avrebbe un lavoro, mentre il restante vivrebbe di sussidio di cittadinanza.
Sul fronte dell'incisività del sindacato in un'economia globalizzata è convinto sostenitore di un'azione sindacale di respiro internazionale: "Il sindacato o sarà internazionale o non sarà".
Il 12 gennaio 2018, insieme al Ministro dello Sviluppo Economico Carlo Calenda, lancia dalle pagine del Sole 24 Ore un Piano industriale per l'Italia delle competenze (Piano Calenda-Bentivogli). L'obiettivo è promuovere il rilancio del Paese con una strategia costruita su tre pilastri: Competenze, Impresa, Lavoro. Ne è nato un vivace dibattito pubblico che ha coinvolto intellettuali, economisti e leader politici, dai quali è venuto un ampio consenso alle proposte avanzate nel documento.
Ad agosto del 2018 pubblica insieme a Massimo Chiriatti sulle pagine del Sole 24 Ore "BlockChain Italia - Manifesto per un nuovo bene pubblico digitale" aprendo, per la prima volta in Italia, un dibattito pubblico sull'utilizzo della tecnologia legata ai registri diffusi per il lavoro e la contrattazione. Sua è anche l'idea dei cosiddetti "contratti Ibridi" per il lavoro 4.0, in cui c'è una parte collettiva e solidaristica e un'altra parte legata alla contrattazione individuale.
Il 19 marzo 2019 pubblica per Rizzoli il suo secondo libro dal titolo: "Contrordine Compagni. Manuale di resistenza alla tecnofobia per la riscossa del lavoro e dell’Italia".
Il 7 novembre 2019 esce il libreria per Egea, "Fabbrica Futuro".  Scritto a quattro mani con il giornalista de “Il Messaggero” Diodato Pirone. Il libro ripercorre il caso del gruppo Fiat-FCA come non era mai stato raccontato in Italia. Il 20 agosto 2020 inizia la sua collaborazione con il quotidiano la Repubblica come editorialista. Al settembre 2020 è membro del comitato di direzione scientifica de Il Riformista Economia, un settimanale dedicato all'economia diretto da Renato Brunetta.